# Hugues de Revel
Hugues de Revel (mort el 1277) fou Mestre de l'Hospital des de 1258 fins a la data de la seva mort. En el seu magisteri, concretament el 1271, es va rendir el castell del Krak dels Cavallers als mamelucs de Bàybars I i l'orde es va refugiar al castell de Margat.